# Gustave Vanden Steen
Gustave Julien Vanden Steen (Dendermonde, 2 juni 1835 - aldaar, 22 augustus 1899) was een Belgisch politicus voor de Katholieke Partij.

## Levensloop
Vanden Steen was een zoon van de koopman Charles Vanden Steen en van Jeanne-Caroline Van Hoorenbeke. Hij trouwde opeenvolgend met Mathilde Van Mossevelde en met Marie-Joséphine Van Duyse. Beroepshalve was hij verzekeringsagent en gerant in Dendermonde van de Compagnie Buxelloise pour l'assurance contre l'incendie.
Hij was gemeenteraadslid van Dendermonde van 1872 tot aan zijn dood. In 1870 werd hij verkozen tot katholiek volksvertegenwoordiger in het arrondissement Dendermonde en vervulde dit mandaat tot in 1898.